# Marco Voge

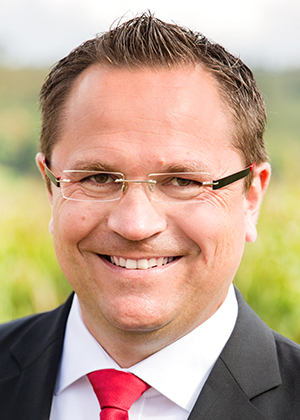
Marco Voge

Marco Voge (* 13. Dezember 1979 in Balve) ist ein deutscher Politiker (CDU). Er war von 2017 bis 2020 Abgeordneter im Landtag von Nordrhein-Westfalen. Seit November 2020 ist er Landrat des Märkischen Kreises.

## Leben
Nach der Mittleren Reife 1996 absolvierte Voge zunächst eine Ausbildung zum Informatiker. Er erwarb 1999 die Fachhochschulreife und nahm danach ein Studium der Politikwissenschaft an der Universität Duisburg-Essen auf, das er mit der Prüfung als Diplom-Sozialwissenschaftler abschloss. In den folgenden Jahren war er als Mitarbeiter beim Landesverband der CDU Nordrhein-Westfalen, bei der Fachhochschule für Oekonomie und Management und bei der Mittelstands- und Wirtschaftsvereinigung der CDU Nordrhein-Westfalen tätig. Außerdem war er Büroleiter des Iserlohner CDU-Landtagsabgeordneten Thorsten Schick.
Marco Voge ist verheiratet und hat zwei Töchter.

## Politik
Voge trat 1998 in die CDU ein. Er war Pressesprecher des CDU-Kreisverbandes Märkischer Kreis und des CDU-Bezirksverbandes Südwestfalen. Seit 2014 gehörte er dem Rat der Stadt Balve und dem Kreistag des Märkischen Kreises an.
Bei der Landtagswahl 2017 wurde Voge als Abgeordneter in den Landtag von Nordrhein-Westfalen gewählt. Er gewann das Direktmandat im Wahlkreis 122 (Märkischer Kreis II) mit 43,2 % der Erststimmen. Im Landtag war er Mitglied des Haushalts- und Finanzausschusses sowie des Sportausschusses.
Bei der Kommunalwahl 2020 trat Voge für das Amt des Landrats des Märkischen Kreises an. In der Stichwahl am 27. September 2020 setzte er sich mit 56,36 Prozent der gültigen Stimmen gegen SPD-Kandidat Volker Schmidt durch. Das Amt und somit die Nachfolge von Thomas Gemke trat er am 1. November 2020 an. Im Zuge dessen legte er sein Landtagsmandat ab. Ihm folgte Anette Bunse nach.